# Derris hylobia
Derris hylobia là một loài thực vật có hoa trong họ Đậu. Loài này được (Harms) J.F.Macbr. miêu tả khoa học đầu tiên.